# Могла сам
Могла сам је назив другог сингла са другог студијског албума Милице Павловић, који је објављен 17. децембра 2016. године за Гранд Продукцију у који је оборио све рекорде слушаности и за сада је највећи хит у Миличиној каријери.

## О синглу
Милица је песму Могла сам последњу уврстила на свој други студијски албум Богиња и решила је да се публици представи у једном другачијем светлу. Иако су њени фанови до ове песме навикли на високобуџетне спотове, Павловићева је решила да ову нумеру представи на најједноставнији начин. Песму је екранизовала у моменту када је снимала у музичком студију, без шминке на лицу и обучена у обичну белу ролку. Како је касније објаснила, имала је жељу да свима докаже да су и у њеном случају за велики успех најзаслужније добре песме и добра интерпретација, што се касније потврдило и као истина.

## Сарадња са Фивосом
Песма Могла сам је почетак Миличине сарадње са успешним грчким композитором Фивосом.  Поменути композитор је у Србији познат као неко чије су бројне песме препеване на српски језик, али је у Београд први пут дошао управо због сарадње са Милицом. Ова сарадња је Милици отворила врата и у грчким медијима, где су је назвали њетовом новом музом и миљеницом.

## Сарадња са Марином Туцаковић
Сем почетка сарадње са грчким композитором Фивосом управо на песму Могла сам Милица је по први пут сарађивала и са прослављеним текстописцем Марином Туцаковић, што се испоставило као пун погодак. Марина је у интервјуима истакла да јој је веома драго због тога што је дошло до ове сарадње и да у Милици види будућу велику звезду када су млађе генерације у питању.

## Успех песме
Песма Могла сам је одмах по објављивању постигла успех и постала велики успех, посебно код припадница женског пола, па је називају "женском химном" и за сада се сматра највећим хитом у Миличиној каријери. Песма је за непуне две године од објављивања на сајту Јутјуб забележила више од 55 милиона прегледа. Ова песма је добила и бројне обраде, важи за једну од највише пута изведених песама у такмичењу "Звезде Гранда", а посебно интересантна обрада ове нумере стигла је из Америке.